# Sphaerodactylus randi
Sphaerodactylus randi — вид геконоподібних ящірок родини Sphaerodactylidae. Ендемік Домініканської Республіки.

## Підвиди
Виділяють три підвиди:
- Sphaerodactylus randi methorius Schwartz, 1977 — Педерналес[en] і навколишні райони;
- Sphaerodactylus randi strahmi Schwartz, 1977 — Хуанчо[en] і навколишні райони, острівець Кайо-Пісахе;
- Sphaerodactylus randi randi Shreve, 1968 — Ов'єдо[en] і навколишні райони.

## Поширення і екологія
Sphaerodactylus randi мешкають на півострові Бараона на крайньому півдні острова Гаїті. Вони живуть в сухих тропічних лісах і прибережних заростях, серед опалого листя. Зустрічаються на висоті від 9 до 123 м над рівнем моря. Відкладають яйця.

## Збереження
МСОП класифікує цей вид як такий, що перебуває під загрозою зникнення. Sphaerodactylus randi загрожує знищення природного середовища. 